# Astragalus endytanthus
Astragalus endytanthus är en ärtväxtart som beskrevs av Dieter Podlech och I.Deml. Astragalus endytanthus ingår i släktet vedlar, och familjen ärtväxter. Inga underarter finns listade i Catalogue of Life.